# خانه (فیلم ۱۹۷۵)
«خانه» (صربی‌کرواتی: Kuća) یک فیلم است که در سال ۱۹۷۵ منتشر شد.